# Brigitte (canción)
«Brigitte» es un sencillo del álbum de debut de Los Planetas Super 8.
El origen del título, según el cantante del grupo, Jota, está en Brigitte Bardot, "un prototipo de belleza superganso que a mí me 'flipa'. También era una novia de Florent que encajaba en ese prototipo".

## Lista de canciones
1. Brigitte 02:45
2. Si está bien 03:23

La versión promocional incluye sólo el tema Brigitte. 

## Reediciones
En 2005 se incluyó, en formato CD, en la caja Singles 1993-2004. Todas sus caras A / Todas sus caras B (RCA - BMG). El cofre se reeditó, tanto en CD como en vinilo de 10 pulgadas, por Octubre / Sony en 2015.
En 2015 Octubre publica el sencillo en vinilo de siete pulgadas en una edición de 500 copias.

## Versiones deBrigitte
- Pumuky entregan su versión de Brigitte en el disco homenaje De viaje por Los Planetas (Ondas del Espacio, 2014).
- VerdCel, con la colaboración de Sol Escobar, dan su visión en catalán en Brigitte encara, ací, segundo single de su álbum de versiones Verdsions (L'Estenedor/El Niño de la Hipoteca Records, 2022).[3]
- Subterráneos la revisan en el disco homenaje Super Acho. Un homenaje estremeñu a Los Planetas (Estudio Marmota, 2024).
- Apartamentos Acapulco publican el 20 de marzo de 2025 una versión de Brigitte (Primavera Sounds, 2025).[4]
- Las Dianas graban la canción para Super H (homenaje al Super 8) (2025).[5]

## Versiones deSi está bien
- Delafé graban Si está bien para su sencillo Mixtape / Si está bien (Warner Music Group, 2019).[6]
- Ruiseñora hace una versión en el disco homenaje Super Acho. Un homenaje estremeñu a Los Planetas (Estudio Marmota, 2024).
- Cala Vento graban la canción para Super H (homenaje al Super 8) (2025).[5]

## Uso en medios
Si está bien suena en el episodio Fronteras de la serie de televisión Cuéntame cómo pasó.